# فاطمة زكال
فاطمة زكال، ولدت في بلوزداد في 23 مارس 1928 وتوفيت في الجزائر في 3 مارس 1990، هي مناضلة وطنية ومجاهدة خلال حرب الاستقلال الجزائرية.

## سيرة ذاتية
ولدت فاطمة زكال في قرية تيدجت حربيل في أقصى شمال غرب ولاية سطيف، وهي واحدة من المجاهدات الـ 10,949 اللاتي شاركن في ثورة الجزائر، حسب إحصائيات وزارة المجاهدين.
فاطمة مجاهدة بقيت في الظل، رغم مسيرتها الطويلة في الحركة الوطنية الجزائرية، وحزب الشعب الجزائري، ثم في حركة انتصار الحريات الديمقراطية (MTLD)، وأخيرًا في جبهة التحرير الوطني (FLN).
أظهرت فاطمة الكثير من المهارة والشجاعة في مواجهة النظام الاستعماري.

### الطفولة والعائلة
ولدت فاطمة زكال في بلوزداد في 23 مارس 1928 في الجزائر العاصمة، في عائلة متواضعة في هذا الحي الشعبي من الجزائر الذي شهد العديد من المناضلين في الحركة الوطنية الجزائرية مثل محمد بلوزداد. تنحدر من قرية تيدجت في منطقة زواوة من آيت يعلى في منطقة القبائل. وهي الأخت الكبرى للممثل العربي زكال (1934-2010).
كان والدها محمد زكال يعمل سائق سيارة أجرة وكان مناضلًا قديمًا في حركة النجمة الشمالية الإفريقية وحزب الشعب الجزائري. وكان يحكي لأطفاله الكبار عن أنشطته السياسية، إذ كان مناضلاً في حزب الشعب الجزائري.

## التكوين
تُعتبر فاطمة زكال من خريجات المدرسة الابتدائية إميل-أوغوستين شازو في الجزائر العاصمة، التي أُعيد تسميتها بعد استقلال الجزائر لتصبح باسم والدها محمد زكال.
كانت ستصبح تلميذة في الثانوية عام 1945، حيث كانت متميزة في دراستها وكان من المتوقع أن تجتاز شهادة التعليم الأساسي.
لكن، بشكل مستمر، كان الناس يخبرون والدها أن ابنته فاطمة تتنقل هنا وهناك في الجزائر العاصمة.
وفي النهاية، تأثر محمد زكال بهذه الآراء وسحبها من المدرسة في مايو 1945.
كانت فاطمة تتقن ثلاث لغات بطلاقة: الأمازيغية والعربية الفصحى والعربية الدارجة، بالإضافة إلى اللغة الفرنسية.

### الحركة الوطنية

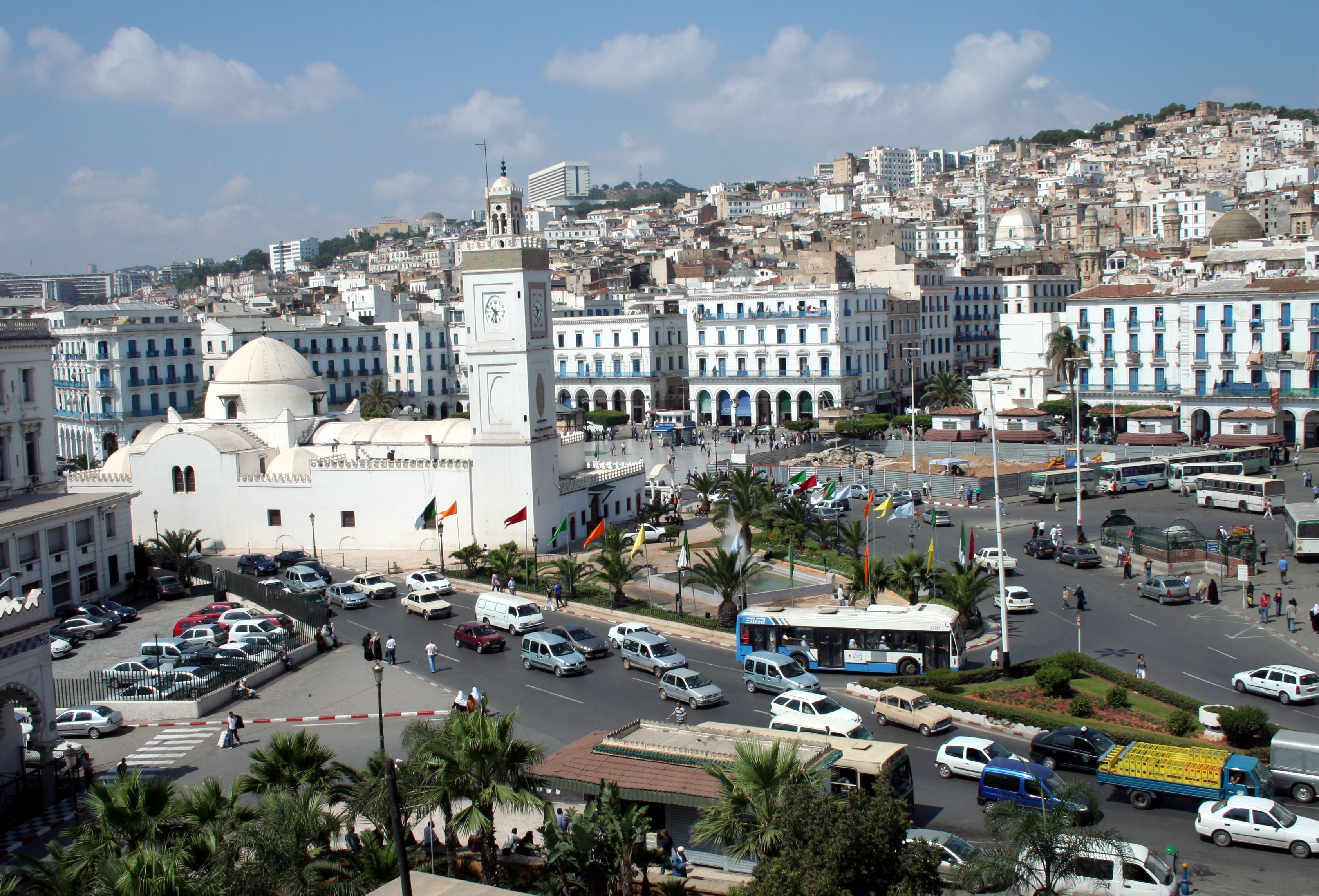
قصبة الجزائر

انضمت فاطمة زكال إلى حزب الشعب الجزائري في 1945 عندما كانت على وشك أن تصبح طالبة في الثانوية.
كانت فاطمة في الرابعة عشر من عمرها في 1942 عندما قرر والدها محمد زكال اصطحابها إلى اجتماعات حزب الشعب الجزائري. كانت هذه الاجتماعات تقام في المنازل، ولم تكن فاطمة تحضرها، لكنها كانت تساعد نساء العائلة في استقبال المناضلين وتقديم الطعام.
وهكذا، انخرطت فاطمة في حياة النضال لوالدها وعائلتها.
أثارت أحداث مايو 1945 فيها مشاعر جديدة على الرغم من أنها لم تشارك في المظاهرات في الجزائر، لكن والدها عاد وهو مصاب ويحمل العلم الجزائري الملطخ بالدماء.
كانت تحضيرات مظاهرات 1 مايو 1945 في العاصمة الجزائر قد سبقتها ثلاث اجتماعات تحضيرية. اثنان منها في بلوزداد، واحدة في منزل محمد زكال والأخرى في منزل محمد دكار، والثالثة في منزل أرزقي جماعة في القصبة.
تمت قيادة هذه الاجتماعات من قبل حسين عسلة ومحمود عبدون وسعيد عمراني وأحمد بودة وأرزقي جماعة.
بعد ذلك، أصبحت فاطمة عضوًا في أول خلية نسائية سرية لحزب الشعب الجزائري - حركة انتصار الحريات الديمقراطية في الجزائر العاصمة.
منذ سن مبكرة، كانت فاطمة تتمتع بنشاط كبير في الحركة النسائية، حيث كانت تنظم المظاهرات الثقافية، والحفلات الموسيقية، والعروض المسرحية، والاجتماعات الوطنية.

### القضية الفلسطينية

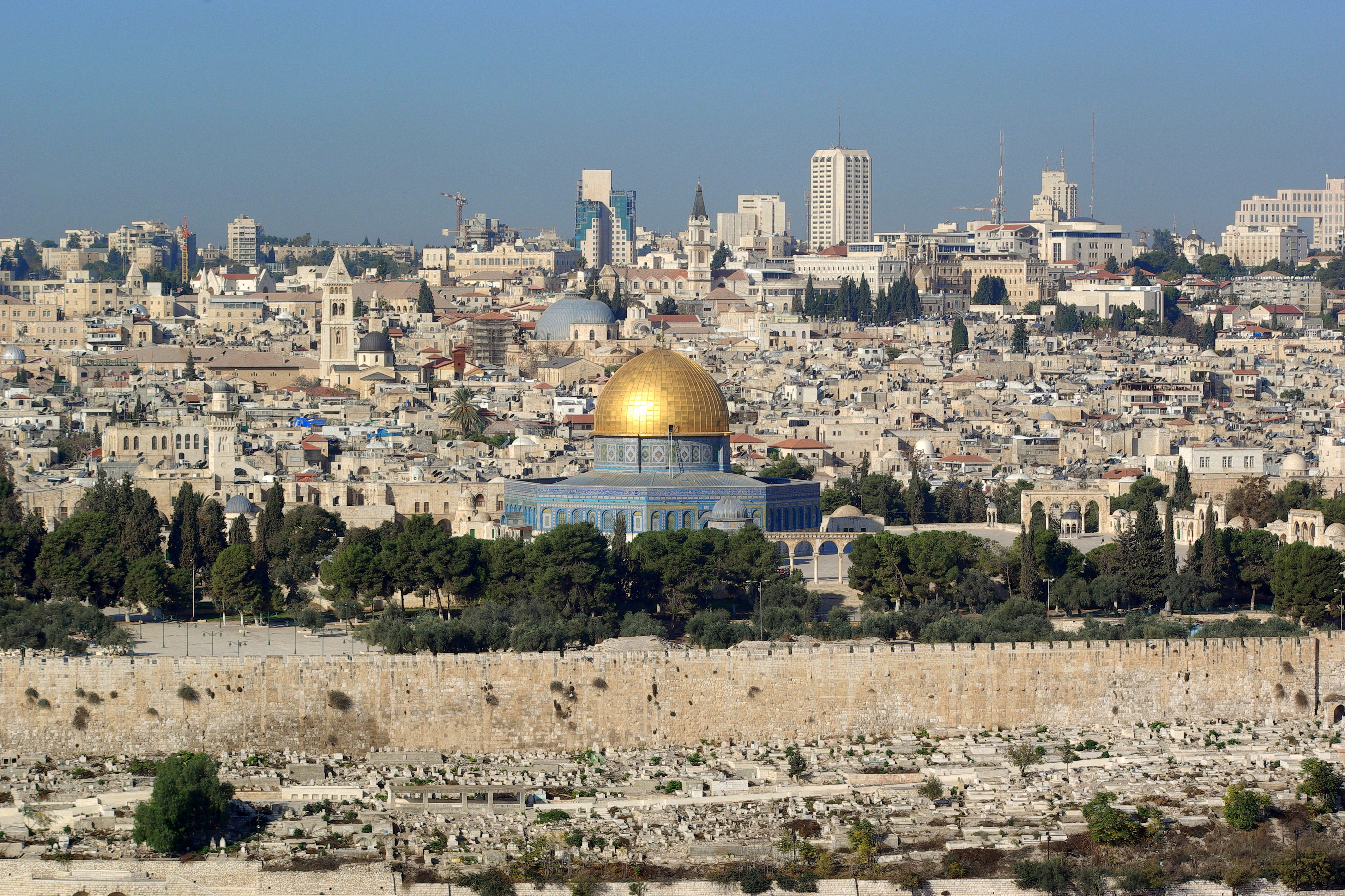
القدس في فلسطين

كانت فاطمة زكال والمناضلات في حزب الشعب الجزائري مهتمّات بالقضية الفلسطينية. كنّ ينظمن حفلات ولقاءات لجمع التبرعات لصالح فلسطين.
كان عمر أوصديق هو من يربطهن بالهيئات القيادية لحزب الشعب الجزائري، حيث كان يقدم لهن التوجيهات والأوامر الخاصة بفلسطين وغيرها من القضايا.

### المسرح
كانت فاطمة زكال دائماً تخصص جزءاً من وقتها للثقافة والفن.
على الرغم من انشغالها بالأنشطة السياسية والمهنية والعائلية، إلا أنها كانت قد بدأت مسيرتها في المسرح منذ شبابها.
كانت فاطمة ممثلة في شبابها في الجزائر العاصمة وبعد زواجها في تلمسان.

### جمعية النساء المسلمات الجزائريات
شاركت فاطمة زكال مع مامية شنتوف في تأسيس جمعية النساء المسلمات الجزائريات في 24 يونيو 1947 في وقت كان حزب الشعب الجزائري يتحول إلى حركة انتصار الحريات الديمقراطية.
كانت نفيسة حمود الأمينة العامة للجمعية، بينما كانت فاطمة زكال تشغل نائب الأمينة العامة .
وقد لعبت دورًا نشطًا للغاية في تطوير النزعة الوطنية الجزائرية بين النساء الجزائريات في الجزائر العاصمة وخارجها.
كانت تشارك في التوعية بوضع الجزائريين المضطهدين خلال اجتماعات النساء التي كانت تلقي فيها مامية شنتوف وزهور شرشالي ونفيسة حمود ومليكة مفتي محاضرات، وهن رائدات في مجال التوعية وشرحن سبب انخراط المرأة الجزائرية.
كانت الاجتماعات تتخللها الأناشيد مثل من جبالنا.
كان يساعد هؤلاء النساء سيد علي عبد الحميد، الذي كان إطارًا في حزب الشعب الجزائري، والذي كان يكمل هذا التوعية السياسية.
تبنت فاطمة زكال قضية الاستقلال الجزائري وبدأت بالتالي في الالتحاق بمجموعة من الطلاب والناشطات اللاتي كن ينشطن في خلية في قصبة الجزائر، لجمع المال لحزب الشعب الجزائري، وبيع جريدة الحزب، والأهم من ذلك المساعدة في توعية نساء هذه المنطقة.

### الزواج

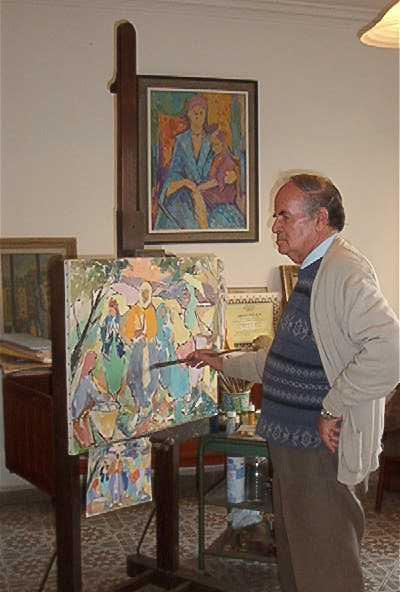
بشير يلس

تزوجت فاطمة زكال في عام 1948 من عبد الكريم بن عثمان (1914-1978) بينما كانت مسؤولة عن خلية حزب الشعب الجزائري في الأبيار بمدينة الجزائر العاصمة.
كان عبد الكريم بن عثمان ناشطًا في حزب الشعب الجزائري في تلمسان، وقد شارك مع مصالي الحاج في عام 1933 في باريس في وضع التصميم الأول لعلم جزائري يمثل حركة النجمة الشمالية الإفريقية.
ثم انتقلت فاطمة زكال مع زوجها إلى تلمسان بتوجيهات لإنشاء فرع محلي لجمعية النساء المسلمات الجزائريات.
في تلمسان، خلال حفل زفافها، كانت جميع النساء من حولها، وكان من بينهن نساء من عائلات المناضلين. أخبرتهن فاطمة أنها ترغب في العمل معهن يدًا بيد لتأسيس قسم من جمعية النساء المسلمات الجزائريات. وقد وافقن على ذلك.
كانت هناك فرقة موسيقية للرجال، وفي النهاية غنى جميع الحاضرين نشيد حزب الشعب الجزائري:
فِـدَاءُ الْجَزَائِـرِ رُوحِيْ وَمَـالِيْ    .....    أَلَا  فِــيْ  سَبِيْـلِ  الْحُرِّيَّـة
فَـلْيَحْـيَ حِـزْبُ الشَّعْبِ الْغَالِيْ    .....    وَنَجْـمُ شَمَــالِ إِفْرِيْقِيَّـة
وَلْيَحْيَ جُنْدُ الْاِسْتِقْلَالِ    .....    مِثَــالُ الْفـِـدَاء وَالْوَطَنِيَّـة
وَلْتَحْيَ الْجَزَائِـرُ مِثْلَ الْهِلَالِ    .....    وَلْتَحْـيَ فِيهَــا العَرَبِيَّة
نهض الجميع، الرجال في الأسفل والنساء في الأعلى، وكان الجميع يرددون النشيد وهم واقفون، وأطلقت النساء الزغاريد.
بمناسبة زفاف فاطمة، بيعت لوحة للرسام بشير يلس تمثل الأمير عبد القادر في مزاد علني لصالح حزب الشعب الجزائري.
حقق هذا المزاد مبلغًا كبيرًا وقدم المشتري اللوحة كهدية زفاف لعبد الكريم بن عثمان وزوجته، وظل هذا العمل الفني في حوزة فاطمة حتى وفاتها.
سُجلت خمسة عشر عضوة خلال حفل الزفاف لإنشاء فرع لجمعية النساء المسلمات الجزائريات.
كانت هؤلاء المناضلات الشابات، مستفيدات من شرعية الجمعية، يتدخلن في الاحتفالات العائلية (الزواج، الخطوبة، الختان، أعياد الميلاد، إلخ) والأعياد الدينية لتوعية النساء حول القضية الوطنية الجزائرية من خلال الخطابات السياسية، والقيام في الوقت نفسه بتجنيد الأعضاء.
هناك التقت بشابات تلمسانيات مثقفات كرّسن أنفسهن للأنشطة الثقافية التي جذبت العديد من الشابات الأخريات.

### مذيعة

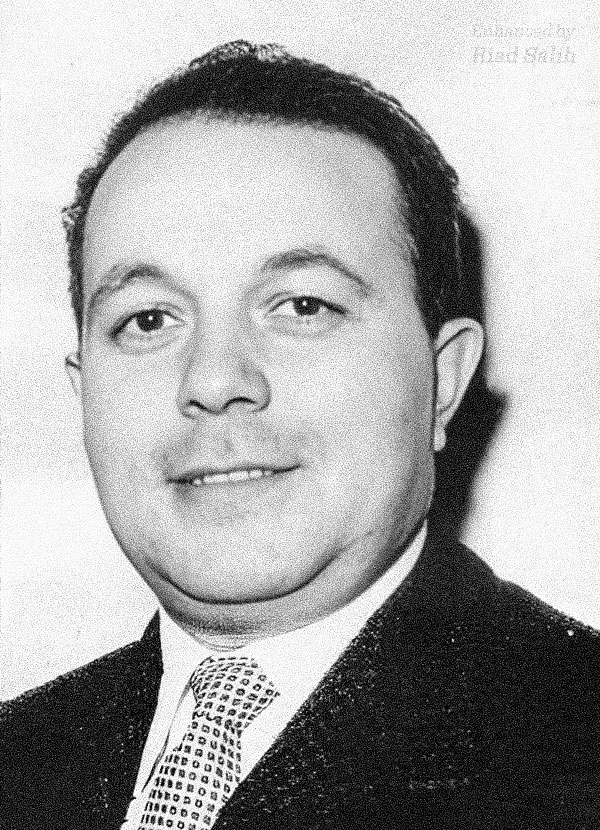
عبان رمضان

في عام 1953، بعد إفلاس شركة زوجها عبد الكريم بن عثمان، عاد الزوجان إلى الجزائر العاصمة. كان عبد الكريم شريكًا في مصفاة زيت توقفت عن أنشطتها الحرفية.
بما أن فاطمة كانت مثقفة جدًا ومتقنة لعدّة لغات (الأمازيغية، العربية الفصحى، والعربية الدارجة، والفرنسية)، وظفت في بداية عام 1954 في مكتب الإذاعة والتلفزيون الفرنسي (ORTF) كمذيعة، إذا عرض عليها أحد معلميها السابقين، الذي كان صحفيًا في الإذاعة والتلفزيون الفرنسي، أول عمل مدفوع في حياتها.
وبذلك، كانت فاطمة زكال واحدة من أولى المذيعات في الإذاعة الجزائرية ثم في التلفزيون الجزائري منذ الخمسينات.

### الثورة الجزائرية
بعد اندلاع الثورة الجزائرية في أعقاب بيان 1 نوفمبر 1954، انضمت فاطمة زكال إلى جبهة التحرير الوطني.
جُندت بعد عزة بوزكري وقبل نسيمة لحبال.

### لجنة التنسيق والتنفيذ
كانت فاطمة زكال على اتصال بعبان رمضان بعد خروجه من السجن في يناير 1955.
تولت فاطمة تنظيم الإقامات والتواصل مع عبان رمضان وبقية أعضاء لجنة التنسيق والتنفيذ.
كان رشيد عمارة، مسؤول الاتصال، هو من تواصل مع عزة بوزكري لإبلاغها بأن عبان رمضان كان يبحث عن ملاذ.
وبذلك، قُدم رمضان إلى فاطمة وزوجها عبد الكريم بن عثمان، حيث استقبلوه بحرارة في منزلهما.
كانت فاطمة جزءًا من مجموعة صغيرة من المناضلات، بما في ذلك نسيمة لحبال، عزة بوزكري، زوليخة بكدور وحفصة بيسكر.

### الاعتقال

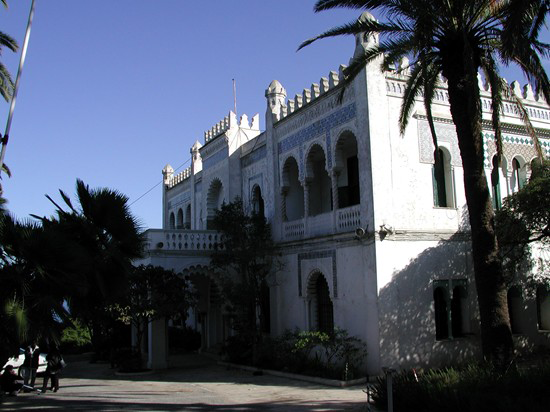
معتقل سوزيني

بعد اعتقال العربي بن مهيدي في 18 فبراير  1957، أُعتقلت فاطمة زكال بعد أيام قليلة، في 23 فبراير  1957 من قبل المظليين الفرنسيين.
أُعتقلت خلال معركة الجزائر بعد إضراب الثمانية أيام.
تعرضت للتعذيب في معتقل سوزيني بهدف استخراج معلومات منها حول هيكل الثورة في المنطقة الحرة الجزائرية.
قبل أن تُعرض على النيابة العامة للمحاكمة، مرت عبر معتقل ميراي الذي كانت تستخدم لجعل السجينات أكثر قبولًا، ثم إلى مخيم بني مسوس.
سُجنت بعدها في سجن سركاجي، ثم في سجن الحراش حيث كان يقبع مفدي زكرياء.
ثم نُقلت فاطمة إلى فرنسا إلى سجن نيور.
كان نظام السجن أقل وحشية، لكن السجن ظل سجنًا.

### التحرير
اُطلق سراح فاطمة زكال في 1961 بعد ثلاث سنوات من الاعتقال.
ثم استأنفت أنشطتها السياسية حتى استقلال الجزائر.

### السندسية
في نهاية حياتها، اهتمت فاطمة زكال بجمعية ثقافية لـ الموسيقى الأندلسية تسمى «السندسية».
تأسست هذه الجمعية في عام 1986 بمبادرة من مجموعة من محبي الموسيقى شكلها الراحلون أحمد سفتة وحسن الطاهر ونور الدين سعودي وإسماعيل هيني وناجي حمة وسليمة مديني وغيرهم الكثير.

### الوفاة
توفيت فاطمة زكال في الجزائر في مارس 1990 عن عمر ناهز 62 عامًا بعد مرض طويل. وكانت قبل ثلاثة أشهر من وفاتها، وبينما كانت في حالة صحية متدهورة، قد شاركت في مظاهرات تطالب بإرساء الديمقراطية في الجزائر.
تركت ثلاثة أبناء من زواجها بعبد الكريم بن عثمان الذي توفي في 14 أبريل 1978.

## الملاحظات والمراجع
1. ↑  "L'hommage de Said Sadi à Izza Bouzekri, la veuve de Abane, décédée mercredi — TSA". TSA. اطلع عليه بتاريخ 2020-09-15..
2. ↑  "وفاة نسيمة هبلال، الأمينة العامة السابقة لعبّان رمضان". Djazairess. مؤرشف من الأصل في 2025-01-25. اطلع عليه بتاريخ 2020-09-15.
3. 1 2  "« كنت سكرتيرة عبّان رمضان »". Djazairess. مؤرشف من الأصل في 2025-01-26. اطلع عليه بتاريخ 2020-09-15.
4. ↑  "نسيمة هبلال، بطلة الظل..." Djazairess. مؤرشف من الأصل في 2025-02-14. اطلع عليه بتاريخ 2020-09-15.
5. ↑  http://excerpts.numilog.com/books/9782865376308.pdf نسخة محفوظة 2024-07-27 على موقع واي باك مشين.
6. ↑  "Le temps des grandes espérances". Djazairess. اطلع عليه بتاريخ 2020-09-15..
7. ↑  فاطمة زكالحوارات| اللغة | فرنسي || عدد الصفحات | 218 || ردمك | 978-2-86537-510-3 |تعديل - تعديل مصدري - تعديل ويكي بيانات.
8. ↑  "Dictionnaire biographique de militants nationalistes algériens". Issuu. اطلع عليه بتاريخ 2020-09-15..
9. ↑  "Ghania, Malika, Jacqueline et les autres…". Djazairess. اطلع عليه بتاريخ 2020-09-15..
10. ↑  "Le 1er novembre 2011 de Nassima Hablal". Djazairess. اطلع عليه بتاريخ 2020-09-15..
11. 1 2  "L'Histoire du premier emblème algérien". blogspot.com. اطلع عليه بتاريخ 2020-09-15..
12. ↑  "Le militantisme de la femme Algérienne pendant la période 1936-1954, et…". bel-abbes.info. اطلع عليه بتاريخ 2023-04-21..
13. ↑  Des femmes dans la guerre d'Algérie (بالفرنسية). 1994. p. 218. ISBN:978-2-86537-510-3. 21.
14. ↑  Des femmes dans la guerre d'Algérie (بالفرنسية). 1994. p. 218. ISBN:978-2-86537-510-3. 22.
15. ↑  "Témoignage de la veuve de Abane Ramdane - Babzman". Babzman. اطلع عليه بتاريخ 2020-09-15..
16. ↑  "Très beau témoignage d'une reine pendant la guerre d'Algérie Izza Bouzekri Madame veuve Abbane Ramdane aujourd'hui [[:قالب:Mme]] Dehiles - Réseau des Démocrates". Réseau des Démocrates. اطلع عليه بتاريخ 2020-09-15. {{استشهاد ويب}}: تعارض مسار مع وصلة (مساعدة).
17. ↑  http://bu.usthb.dz/IMG/pdf/algeriennes_de_la_liberte.pdf نسخة محفوظة 2018-01-29 على موقع واي باك مشين.
18. ↑  "Dans la tourmente du combat". Djazairess. اطلع عليه بتاريخ 2020-09-15..
19. ↑  [وصلة مكسورة].
20. ↑  Des femmes dans la guerre d'Algérie (بالفرنسية). 1994. p. 218. ISBN:978-2-86537-510-3. 19.
21. ↑  "Fatima Zekkal-Benosmane (1928-1990)..." discutforum.com via أرشيف الإنترنت. اطلع عليه بتاريخ 2023-10-12..

### الببليوغرافيا
- بنجامين ستورا، دليل السيرة الذاتية للمجاهدين الوطنيين الجزائريين، لاهارمان، 1985 (ردمك 978-2-296-34092-3)
- أشور شرفي، الطبقة السياسية الجزائرية من 1900 إلى يومنا هذا. : دليل السيرة الذاتية، كاسباه إديشون، 2006 (ردمك 9-9616-4292-9)
- محمد حرّبي، « نظام بوسوف »، في دراما الجزائر. شعب تحت الحجز، باريس، لا ديكوفيرت، 1995، ص. 88-89

```
(
ردمك 
978-2-7071-2472-2
)
```

- إيف كوريري، [http://www.livrenpoche.com/livre/La-guerre-d-Algerie-Tome-III--L-heure-des-colonels/52044.html حرب الجزائر الجزء الثالث : ساعة العقيد. "حادثة اغتيال عبد الله عبد الله"، مجموعة : كتاب الجيب رقم 3٬750، مكتبة جينيرال فرنسية، 1982 (ردمك 2-2530-0091-4)
- "هيستوريا مجلة" - "حرب الجزائر"، no 237، يوليو 1972
- خلفا مامري، "عبد الله عبد الله، بطل حرب الجزائر"، لاهارمان، باريس، 1988 (ردمك 2-7384-0117-1)، وإديشون رحمة، الجزائر، 1992.
- لحسن سيريك، "عبد الله عبد الله"، إديشون آي جي إس كوربوس/ببليوغرافيا، الجزائر، 2004.
- ميسعود بن يوسف، "في الظلام يكمن النسور"، إديشون لامباركادير، يناير 2003 (ردمك 2-9147-2806-9).
- جيلبرت ميينيي، "تاريخ FLN الداخلي 1954-1962"، باريس، فايار، 2002 (ردمك 2-2136-1377-X).
- محمد حرّبي، "FLN السراب والواقع"، جاكوار، 1991 (ردمك 2-8525-8376-3).
- بلهيد عبّان، "الجزائر في الحرب. عبد الله عبد الله وبنادق التمرد"، لاهارمان، باريس 2008 (ردمك 978-2-2960-5783-8)
- بلهيد عبّان، "بن بلة-كافي-بن نابي ضد عبّان. الأسباب الخفية للعداوة"، كوكو إديشون، الجزائر، 2012 (ردمك 978-9931-315-03-2).
- Catégorie:Page du modèle Article comportant une erreurErreur dans la syntaxe du modèle Articleعدنان سبتي, « اللغز الكبير : اغتيال « بن باركا » الجزائري », في زمن, no 22-23,
- بلهيد عبّان، "غيمات فوق الثورة، عبّان في قلب العاصفة"، كوكو إديشون، الجزائر أكتوبر 2015 (ردمك 978-9931-315-23-0).
- بلهيد عبّان، "حقائق بدون محرمات. اغتيال عبد الله عبد الله: من؟ وكيف؟ ولماذا؟ وماذا بعد؟"، إديشون دار الإثمانيا، الجزائر أكتوبر 2017 (ردمك 978-9931-368-59-5)

### المقالات ذات الصلة
- الثورة الجزائرية
- جبهة التحرير الوطني | مؤتمر الصومام
- مامية شنتوف | نفيسة حمود
- عبد الله عبّان | سليمان دهيلس | فرحات عباس | حسين آيت أحمد | لربي بن مهيدي

### الروابط الخارجية
- عبد الله عبد الله : مصير مأساوي - دانييل جونكا، أكتوبر 1985
- بلهيد عبد السلام عن "اغتيال" عبد الله عبد الله - صوفيان ب.، الشاب المستقل، 18 أغسطس 2004
- منصة الصومام نسخة محفوظة 17 نوفمبر 2008 على موقع واي باك مشين. - المنصة التي تم إنشاؤها بعد مؤتمر الصومام
- بنجامين ستورا عن عبد الله عبد الله - الوطان، 26 نوفمبر 2002
- شخصيات قبايلية في التاريخ السياسي الجزائري نسخة محفوظة 7 سبتمبر 2008 على موقع واي باك مشين. - بنجامين ستورا، أوال، كراس دراسات أمازيغية، no 25، باريس، 2002